# Argein
Argein település Franciaországban, Ariège megyében. Lakosainak száma 192 fő (2022. január 1.). Argein Arrout, Aucazein, Audressein, Balaguères, Bonac-Irazein, Salsein, Sor, Villeneuve és Balacet községekkel határos.

## Népesség
A település népességének változása:
| Lakosok száma | 214  | 193  | 164  | 155  | 191  | 195  | 194  | 192  | 192  | 192  |
|               | 1968 | 1982 | 1990 | 2006 | 2013 | 2015 | 2017 | 2019 | 2020 | 2022 |